# Shelley Winters
Shelley Winters, pseudonimo di Shirley Schrift (East St. Louis, 18 agosto 1920 – Los Angeles, 14 gennaio 2006), è stata un'attrice statunitense.
Il suo nome è segnalato nella Hollywood Walk of Fame al 1750 di Vine Street.

## Biografia

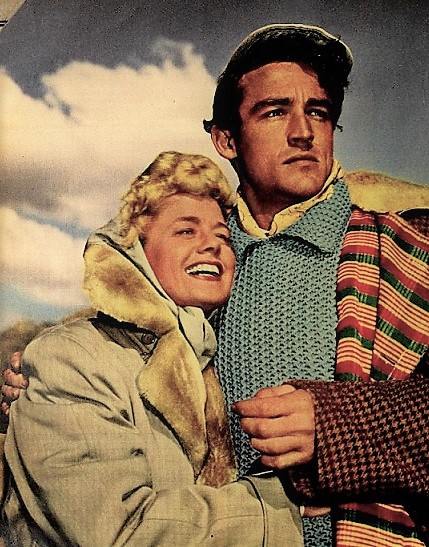
L'attrice col marito Vittorio Gassman nel 1952

Nata da Jonas Schrift, un emigrante di fede ebraica, e da Rose Winter (nata nel Missouri ma anch'ella figlia di emigranti), Shelley Winters studiò recitazione all'Hollywood Studio Club, dividendo la propria stanza con un'altra debuttante destinata a diventare una grande celebrità: Marilyn Monroe. Attrice dalla carriera lunghissima sviluppata nell'arco di cinque decenni, si presentò sulle scene hollywoodiane poco più che ventenne, come vamp dalle chiome bionde, debuttando nel film Che donna! (1943) di Irving Cummings, ma avrebbe ottenuto il suo primo ruolo di un certo rilievo solo quattro anni dopo in Doppia vita (1947), diretta da George Cukor, e accanto a Ronald Colman.
Dopo aver interpretato altri film come il noir L'urlo della città (1947) di Robert Siodmak e il western Il fiume rosso (1948) di Howard Hawks, all'inizio degli anni cinquanta preferì orientarsi verso ruoli di maggior impegno drammatico, come quello della dimessa operaia che trova la morte per mano del marito in Un posto al sole (1951), a fianco di Montgomery Clift ed Elizabeth Taylor. Il film, diretto da George Stevens e pietra miliare del cinema statunitense, le consentì di conquistare la sua prima candidatura all'Oscar.
Non semplice caratterista, ma interprete di ruoli di forte impegno, la Winters non smise mai di studiare e di esercitare il proprio talento. All'Actor's Studio, al fianco del grande attore e maestro Charles Laughton, perfezionò il proprio stile di recitazione con i classici di Shakespeare, divenendo poi insegnante a sua volta. Nel 1959 si aggiudicò il massimo riconoscimento dell'Academy, il premio Oscar alla miglior attrice non protagonista per Il diario di Anna Frank, ancora sotto la direzione di George Stevens. Consapevole delle proprie origini ebraiche, decise di donare la statuetta all'"Anna Frank Museum"; avrebbe riconquistato nuovamente l'Oscar nel 1966 per il film Incontro al Central Park (1965) di Guy Green, tratto da un romanzo di Elizabeth Kata. È stata la prima attrice a vincere per due volte l'Oscar come migliore interprete non protagonista (dopo di lei, ci è riuscita finora solo Dianne Wiest). 
Dopo un intenso periodo al cinema nella prima metà degli anni cinquanta – tra cui, oltre i due film di Stevens, vanno ricordati in particolare La sete del potere (1954) di Robert Wise, Mambo (1954) di Robert Rossen e La morte corre sul fiume (1955) di Charles Laughton – l'attrice si distinse nei decenni successivi per la sua partecipazione a numerosi film di vario genere e spesso in ruoli incisivi, non sempre da protagonista: Il giardino della violenza (1961) di John Frankenheimer, Lolita (1962) di Stanley Kubrick, Sessualità (1962) di George Cukor, Il balcone (1963) di Joseph Strick, Madame P... e le sue ragazze (1964) di Russell Rouse, Detective's Story (1966) di Jack Smight, Alfie (1966) di Lewis Gilbert, Buonasera, signora Campbell (1968) di Melvin Frank, Joe Bass l'implacabile (1968) di Sydney Pollack, Lo specchio della follia (1969) di Bernard Girard, Il clan dei Barker (1970) di Roger Corman, L'avventura del Poseidon (1972) di Ronald Neame, L'inquilino del terzo piano (1976) di Roman Polanski, S.O.B. (1981) di Blake Edwards, Oltre il ponte di Brooklyn (1984) di Menahem Golan, A scuola di ballo (1991) di Lewis Gilbert, Buona fortuna, Mr. Stone (1993) di Paul Mazursky, ed altri ancora.
Prese parte anche a vari film di produzione italiana, come Gli indifferenti (1964) di Francesco Maselli, Mimì Bluette... fiore del mio giardino (1976) di Carlo Di Palma, Un borghese piccolo piccolo (1977) di Mario Monicelli e Gran bollito (1977) di Mauro Bolognini. Tra le sue ultime interpretazioni di rilievo, da ricordare il ruolo di Mrs Touchett nel film Ritratto di signora (1996) di Jane Campion. La sua ultima interpretazione risale al 1999 nel film La bomba di Giulio Base, accanto a Vittorio Gassman con cui fu sposata. Nello stesso anno fu premiata al terzo Hollywood Film Festival.
In omaggio alla sua carriera artistica e al suo impegno sociale portato avanti assieme ad altre personalità del mondo artistico e politico (la Winters fu amica della famiglia del defunto presidente John F. Kennedy e sostenitrice della causa di Martin Luther King), un gruppo musicale statunitense si è ispirato a lei per il proprio nome chiaramente allusivo: Shelley Winters Project. Shelley Winters morì ad 85 anni il 14 gennaio 2006 al Rehabilitation Centre di Beverly Hills, ove era ricoverata dal 14 ottobre 2005 in seguito ad un infarto.

## Vita privata
La sua personalità, per certi versi esplosiva, come donna e come attrice la portò spesso sulle prime pagine dei giornali, anche di quelli riservati strettamente al gossip sul mondo della celluloide. La sua stessa vita sentimentale, quanto mai articolata, è stata analizzata e descritta in modi spesso contraddittori, ma anche da lei stessa raccontata talvolta attraverso scritti autobiografici ricchi di particolari riguardo alle vicende dei suoi tre matrimoni – fra cui quello con gli attori Vittorio Gassman (da cui ebbe una figlia, Vittoria, diventata un noto medico) e Anthony Franciosa – e dei numerosi affari di cuore con personalità dello spettacolo come William Holden, Burt Lancaster e Marlon Brando. Con grande autoironia, ricordando le passate avventure, affermò in seguito: «Una volta ho girato un film in Inghilterra: faceva così freddo che stavo per sposarmi».

## Filmografia

### Attrice

#### Cinema

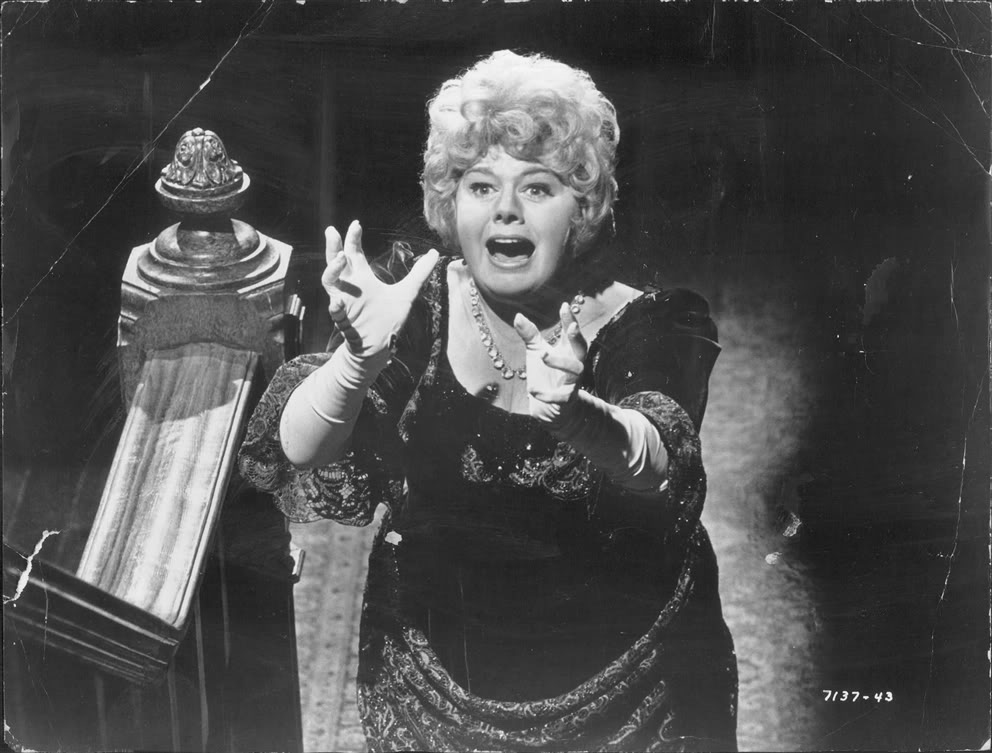
Shelley Winters in Chi giace nella culla della zia Ruth? (1971)

Winters in Gran bollito (1977)

- Che donna! (What a Woman!), regia di Irving Cummings (1943)
- Sailor's Holiday, regia di William Berke (1944)
- Knickerbocker Holiday, regia di Harry Joe Brown (1944)
- Fascino (Cover Girl), regia di Charles Vidor (1944)
- She's a Soldier Too, regia di William Castle (1944)
- Ancora insieme (Together Again), regia di Charles Vidor (1944)
- Stanotte e ogni notte (Tonight and Every Night), regia di Victor Saville (1945)
- Dancing in Manhattan, regia di Henry Levin (1945)
- Escape in the Fog, regia di Budd Boetticher (1945)
- Notti d'oriente (A Thousand and One Nights), regia di Alfred E. Green (1945)
- The Fighting Guardsman, regia di Henry Levin (1946)
- La taverna dei quattro venti (Two Smart People), regia di Jules Dassin (1946)
- La città del jazz (New Orleans), regia di Arthur Lubin (1947)
- Living in a Big Way, regia di Gregory La Cava (1947)
- Violenza (The Gangster), regia di Gordon Wiles (1947)
- Doppia vita (A Double Life), regia di George Cukor (1947)
- Pugno di ferro (Killer McCoy), regia di Roy Rowland (1947)
- Il fiume rosso (Red River), regia di Howard Hawks (1948)
- Ladri in guanti gialli (Larceny), regia di George Sherman (1948)
- L'urlo della città (Cry of the City), regia di Robert Siodmak (1948)
- Passo falso (Take One False Step), regia di Chester Erskine (1949)
- Il grande Gatsby (The Great Gatsby), regia di Elliott Nugent (1949)
- Cocaina (Johnny Stool Pigeon), regia di William Castle (1949)
- La peccatrice dei mari del Sud (South Sea Sinner), regia di H. Bruce Humberstone (1950)
- Winchester '73, regia di Anthony Mann (1950)
- Yvonne la francesina (Frenchie), regia di Louis King (1950)
- Ho amato un fuorilegge (He Ran All the Way), regia di John Berry (1951)
- La donna del porto (The Raging Tide), regia di George Sherman (1951)
- Un posto al sole (A Place in the Sun) , regia di George Stevens (1951)
- Il cane della sposa (Behave Yourself!), regia di George Beck (1951)
- Telefonata a tre mogli (Phone Call from a Stranger), regia di Jean Negulesco (1952)
- Lasciami sognare (Meet Danny Wilson), regia di Joseph Pevney (1952)
- La frontiera indomita (Untamed Frontier), regia di Hugo Fregonese (1952)
- Il mio uomo (My Man and I), regia di William A. Wellman (1952)
- Tennessee Champ, regia di Fred M. Wilcox (1954)
- Le giubbe rosse del Saskatchewan (Saskatchewan), regia di Raoul Walsh (1954)
- Ragazze audaci (Playgirl), regia di Joseph Pevney (1954)
- La sete del potere (Executive Suite), regia di Robert Wise (1954)
- Mambo, regia di Robert Rossen (1954)
- La donna è un male necessario (I Am a Camera), regia di Henry Cornelius (1955)
- La morte corre sul fiume (The Night of the Hunter) , regia di Charles Laughton (1955)
- Il tesoro di Pancho Villa (The Treasure of Pancho Villa), regia di George Sherman (1955)
- Il grande coltello (The Big Knife), regia di Robert Aldrich (1955)
- Tutto finì alle sei (I Died a Thousand Times), regia di Stuart Heisler (1955)
- Il diario di Anna Frank (The Diary of Anne Frank), regia di George Stevens (1959)
- Strategia di una rapina (Odds Against Tomorrow), regia di Robert Wise (1959)
- Che nessuno scriva il mio epitaffio (Let No Man Write My Epitaph), regia di Philip Leacock (1960)
- Il giardino della violenza (The Young Savages), regia di John Frankenheimer (1961)
- Lolita, regia di Stanley Kubrick (1962)
- Sessualità (The Chapman Report), regia di George Cukor (1962)
- Il balcone (The Balcony), regia di Joseph Strick (1963)
- Tra moglie e marito (Wives and Lovers), regia di John Rich (1963)
- Gli indifferenti, regia di Francesco Maselli (1964)
- Madame P... e le sue ragazze (A House Is Not a Home), regia di Russell Rouse (1964)
- La più grande storia mai raccontata (The Greatest Story Ever Told), regia di George Stevens (1965)
- Incontro al Central Park (A Patch of Blue), regia di Guy Green (1965)
- The Three Sisters, regia di Paul Bogart (1966)
- Detective's Story (Harper), regia di Jack Smight (1966)
- Alfie, regia di Lewis Gilbert (1966)
- Enter Laughing, regia di Carl Reiner (1967)
- Joe Bass l'implacabile (The Scalphunters), regia di Sydney Pollack (1968)
- Quattordici o guerra (Wild in the Streets), regia di Barry Shear (1968)
- Buonasera, signora Campbell (Buona Sera, Mrs. Campbell), regia di Melvin Frank (1968)
- Arthur! Arthur!, regia di Samuel Gallu (1969)
- Lo specchio della follia (The Mad Room), regia di Bernard Girard (1969)
- Il clan dei Barker (Bloody Mama), regia di Roger Corman (1970)
- Per grazia rifiutata (How Do I Love Thee?), regia di Michael Gordon (1970)
- Sergente Flep indiano ribelle (Flap), regia di Carol Reed (1970)
- Chi giace nella culla della zia Ruth? (Whoever Slew Auntie Roo?), regia di Curtis Harrington (1971)
- I raptus segreti di Helen (What's the Matter with Helen?), regia di Curtis Harrington (1971)
- A tu per tu con una ragazza scomoda (Something to Hide), regia di Alastair Reid (1972)
- L'avventura del Poseidon (The Poseidon Adventure), regia di Ronald Neame (1972)
- Una pazza storia d'amore (Blume in Love), regia di Paul Mazursky (1973)
- Cleopatra Jones: licenza di uccidere (Cleopatra Jones), regia di Jack Starrett (1973)
- Poor Pretty Eddy, regia di Chris Robinson e David Worth (1975)
- La rotta del terrore (Journey Into Fear) di Daniel Mann (1975)
- Colpo da un miliardo di dollari (Diamonds), regia di Menahem Golan (1975)
- Toccarlo... porta fortuna (That Lucky Touch), regia di Christopher Miles (1975)
- Stop a Greenwich Village (Next Stop, Greenwich Village), regia di Paul Mazursky (1976)
- L'inquilino del terzo piano (Le locataire), regia di Roman Polanski (1976)
- Mimì Bluette... fiore del mio giardino, regia di Carlo Di Palma (1976)
- Tentacoli, regia di Ovidio G. Assonitis (1977)
- Un borghese piccolo piccolo, regia di Mario Monicelli (1977)
- Elliott, il drago invisibile (Pete's Dragon), regia di Don Chaffey (1977)
- Gran bollito, regia di Mauro Bolognini (1977)
- Il re degli zingari (King of the Gypsies), regia di Frank Pierson (1978)
- Stridulum (The Visitor), regia di Giulio Paradisi (1979)
- Città in fiamme (City on Fire), regia di Alvin Rakoff (1979)
- Il mago di Lublino (The Magician of Lublin) , regia di Menahem Golan (1979)
- S.O.B., regia di Blake Edwards (1981)
- Looping (Looping - Der lange Traum vom kurzen Glück), regia di Walter Bockmayer (1981)
- Fanny Hill, regia di Gerry O'Hara (1983)
- Ellie, regia di Peter Wittman (1984)
- Oltre il ponte di Brooklyn (Over the Brooklyn Bridge), regia di Menahem Golan (1984)
- Déjà Vu - Amore e morte (Déjà Vu), regia di Anthony B. Richmond (1985)
- Witchfire, regia di Vincent J. Privitera (1986)
- Very Close Quarters, regia di Vladimir Rif (1986)
- Delta Force (The Delta Force), regia di Menahem Golan (1986)
- Amico venuto dallo spazio (Purple People Eater), regia di Linda Shayne (1988)
- An Unremarkable Life, regia di Amin Q. Chaudhri (1989)
- Touch of a Stranger, regia di Brad M. Gilbert (1990)
- A scuola di ballo (Stepping Out), regia di Lewis Gilbert (1991)
- Buona fortuna, Mr. Stone (The Pickle), regia di Paul Mazursky (1993)
- Il silenzio dei prosciutti (The Silence of the Hams), regia di Ezio Greggio (1994)
- Dolly's Restaurant (Heavy), regia di James Mangold (1995)
- Backfire!, regia di A. Dean Bell (1995)
- Un lavoro da giurato (Jury Duty), regia di John Fortenberry (1995)
- Mrs. Munck, regia di Diane Ladd (1995)
- Angeli scatenati (Raging Angels), regia di Alan Smithee (1995)
- Ritratto di signora (The Portrait of a Lady), regia di Jane Campion (1996)
- Gideon, regia di Claudia Hoover (1999)
- La bomba, regia di Giulio Base (1999)

#### Televisione
- The Ford Television Theatre - serie TV, 1 episodio (1954)
- Climax! - serie TV, 3 episodi (1954-1957)
- Producers' Showcase - serie TV, 1 episodio (1955)
- The Alcoa Hour – serie TV, episodio 2x08 (1957)
- The United States Steel Hour - serie TV, 1 episodio (1957)
- Carovane verso il West (Wagon Train) - serie TV, 1 episodio (1957)
- Schlitz Playhouse of Stars - serie TV, 1 episodio (1957)
- The DuPont Show of the Month – serie TV, episodio 1x03 (1957)
- Kraft Television Theatre - serie TV, 1 episodio (1957)
- Play of the Week - serie TV, 1 episodio (1960)
- Fred Astaire (Alcoa Premiere) - serie TV, 2 episodi (1962)
- Ben Casey – serie TV, episodio 4x10 (1964)
- Polvere di stelle (Bob Hope Presents the Chrysler Theatre) - serie TV, 3 episodi (1964-1967)
- Batman - serie TV, 2 episodi (1966)
- That's Life - serie TV, 2 episodi (1968-1969)
- La vendetta (Revenge), regia di Jud Taylor - film TV (1971)
- Mamma Elizabeth (A Death of Innocence), regia di Paul Wendkos - film TV (1971)
- Adventures of Nick Carter, regia di Paul Krasny - film TV (1972)
- ITV Saturday Night Theatre - serie TV, 1 episodio (1972)
- La figlia del diavolo (The Devil's Daughter), regia di Jeannot Szwarc - film TV (1973)
- Big Rose: Double Trouble, regia di Paul Krasny - film TV (1974)
- Il simbolo del sesso (The Sex Symbol), regia di David Lowell Rich - film TV (1974)
- Uno sceriffo a New York (McCloud) - serie TV, 1 episodio (1974)
- Chico (Chico and the Man) - serie TV, 1 episodio (1975)
- Kojak - serie TV, episodio 5x16 (1978)
- Le due sorelle (The Initiation of Sarah), regia di Robert Day - film TV (1978)
- Elvis, il re del rock (Elvis), regia di John Carpenter - film TV (1979)
- Il transatlantico della paura (The French Atlantic Affair), regia di Douglas Heyes - miniserie TV (1979)
- Vega$ - serie TV, 1 episodio (1979)
- Love Boat (The Love Boat) - serie TV, 2 episodi (1982)
- Hotel - serie TV, 1 episodio (1984)
- Poliziotti alle Hawaii (Andy's Mom) - serie TV, 1 episodio (1984)
- Alice in Wonderland, regia di Harry Harris - miniserie TV (1985)
- The Sleeping Beauty, regia di Tom Gutteridge - film TV (1987)
- Pappa e ciccia (Roseanne) - serie TV, 10 episodi (1991-1996)
- Omicidio a circuito chiuso (Weep No More, My Lady), regia di Michel Andrieu - film TV (1992)

#### Speciale documentari
- James Bond: The First 21 Years - film TV (1983)
- Marilyn Monroe: Beyond the Legend, regia di Gene Feldman e Suzette Winter (1987)
- Steve McQueen: Man on the Edge, regia di Gene Feldman e Suzette Winter (1990)
- Superstar: The Life and Times of Andy Warhol, regia di Chuck Workman (1990)
- A Century of Cinema, regia di Caroline Thomas (1994)
- Marlon Brando: The Wild One, regia di Paul Joyce - film TV (1996)

### Doppiatrice
- Frosty's Winter Wonderland, regia di Jules Bass e Arthur Rankin Jr. - corto TV (1976)
- Rudolph and Frosty's Christmas in July, regia di Jules Bass e Arthur Rankin Jr. - film TV (1979)
- Emma and Grandpa on the Farm, regia di Joy Whitby - film TV (1983)

## Riconoscimenti
- Premio Oscar
  - 1952 – Candidatura alla miglior attrice per Un posto al sole
  - 1960 – Miglior attrice non protagonista per Il diario di Anna Frank
  - 1966 – Miglior attrice non protagonista per Incontro al Central Park
  - 1973 – Candidatura alla miglior attrice non protagonista per L'avventura del Poseidon

- Golden Globe
  - 1973 – Migliore attrice non protagonista per L'avventura del Poseidon

- David di Donatello
  - 1977 – David di Donatello speciale

- Hollywood Walk of Fame
  - 1960 – Stella

## Doppiatrici italiane
Nelle versioni in italiano dei suoi film, Shelley Winters è stata doppiata da:
- Lydia Simoneschi in Cocaina, Winchester '73, Ho amato un fuorilegge, La donna del porto, Un posto al sole, La frontiera indomita, Il mio uomo, Le giubbe rosse del Saskatchewan, Il grande coltello, Il diario di Anna Frank[3], Strategia di una rapina, Il giardino della violenza, Lolita, Tra moglie e marito, Alfie, Lo specchio della follia, Chi giace nella culla della zia Ruth?
- Dhia Cristiani in La sete del potere, Mambo, La morte corre sul fiume, Il tesoro di Pancho Villa, Tutto finì alle sei, Incontro al Central Park, Detective's Story, Toccarlo... porta fortuna
- Rosetta Calavetta in Violenza, Doppia vita, Il grande Gatsby, Telefonata a tre mogli, La più grande storia mai raccontata
- Miranda Bonansea in Il cane della sposa, Omicidio a circuito chiuso, Buona fortuna, Mr. Stone, Un lavoro da giurato
- Gabriella Genta in L'avventura del Poseidon, Il silenzio dei prosciutti, Dolly's Restaurant, Ritratto di signora
- Solvejg D'Assunta in Stop a Greenwich Village, Il re degli zingari, Città in fiamme, Déjà Vu - Amore e morte
- Rita Savagnone in Joe Bass l'implacabile, Buonasera, signora Campbell, L'inquilino del terzo piano
- Isa Bellini in Tentacoli, Un borghese piccolo piccolo, Oltre il ponte di Brooklyn
- Adriana De Roberto in Il clan dei Barker, Cleopatra Jones: Licenza di uccidere
- Alina Moradei in Batman, La figlia del diavolo
- Wanda Tettoni in L'urlo della città
- Flora Carosello in La rotta del terrore
- Giusi Raspani Dandolo in Elliott, il drago invisibile
- Regina Bianchi in Gran bollito
- Anna Miserocchi in S.O.B.
- Daniela Gatti in Angeli scatenati
- Anna Teresa Eugeni in Mamma Elizabeth
- Cristina Grado in Le due sorelle